# Lilljeforss
Lilljeforss är en släkt vars stamfader är orgelbyggaren Zacharias Liljefors, född 1775, verksam i Stockholm.
- Zacharias Liljefors  (1775–1818), orgelbyggare
  - Zacharias Emanuel Lilljeforss (1810-1865), sockerbagare
    - Oscar Arvid Lilljeforss (1844-1925), tidningsdirektör
      - Hugo Lilljeforss (1874-1954), bryggmästare
        - Gertrude Lilljeforss (1904–1972), gift med Gunnar Levenius (1893-1970), överste

      - Eric Lilljeforss (1878–1944)
        - Bertil Lilljeforss (1912-1994), assuransdirektör

      - Uno Lilljeforss (1884-1915), tidningsman